# Christian Ludwig von Reissig
Christian Ludwig Reissig, später von Reissig, auch Reißig und Reiszig (* 24. Juli 1784 in Kassel; † 5. November 1847 in Stein am Anger, Ungarn) war ein deutscher Dichter der Romantik. Seine Gedichte finden sich in Liedkompositionen der Komponisten Ludwig van Beethoven, Franz Schubert, Antonio Salieri und Anton Diabelli wieder.

## Leben
Er kam als Sohn des Messer- und Instrumentenmachers Christian Reißig in Kassel zur Welt. Getauft wurde er auf den Namen Tileman Christian Ludwig Reißig zwischen dem 24. Juli und dem 3. August 1784.  Er trat in die Dienste der kaiserlich österreichischen Armee (1808) und kämpfte in den Befreiungskriegen als kaiserlich-königlicher Rittmeister und Oberleutnant gegen Napoleon. Im Laufe seines Dienstes wurde er in den Adelsstand erhoben.
Für seine Tapferkeit in der Schlacht bei Eßling am 22. Mai 1809, in der er schwer verwundet wurde, wurde er ausgezeichnet.
Christian Ludwig von Reissig heiratete am 24. März 1815 Maria Carolina Barbara von Bernrath; aus der Ehe stammte der Sohn Alois von Reissig (* 22. Mai 1822). Zum Zeitpunkt der Geburt seines Sohns Alois war Christian Ludwig von Reissig Obrist in königlich spanischen Diensten (Kavallerie).
Er wurde in der Gruft der Familie in Szombathely beigesetzt.

## Gedichte
- An das Schicksal
- An den fernen Geliebten (Beethoven, op. 65, Nr. 5)
- Der Jüngling in der Fremde (Beethoven, op. 65, Nr. 6)
- Der Liebende
- Der Zufriedene
- Des Kriegers Abschied (Beethoven, WoO 143)
- Huldigung
- Lied aus der Ferne (Beethoven, WoO 137)
- Sehnsucht
- Serenade (Nicolaus Freiherr von Krufft)

Quelle: Die Deutsche Gedichte-Bibliothek